# Rok Drofenik
Rok Drofenik, slovenski politik in publicist, * 31. julij 1869, Lemberg pri Šmarju, † 23. februar 1903, Ljubljana.

## Življenje in delo
Bil je samouk. Živel je v Celju, Ljubljani in Trstu. Od začetka devedesetih let 19. stoletja je deloval za socialnodemokratsko stranko na spodnjem Štajerskem in v Celju še posebej agitiral med kmeti. Veliko je prevajal in pisal propagandne brošure in urejal socialdemokratski glasili Delavec (1897-1898) in Svoboda (Trst, 1897), sam izdajal ob prvih volitvah v »V. kurijo« v Celju Luč in Novo luč (1897), ter poučno-zabaven list za slovensko ljudstvo Svobodne glasove (Celje 1897–1898). 
Zadnja leta pred smrtjo je izstopil iz Jugoslovanske socialnodemokratske stranka (JSDS) in bil v uredništvu tržaške Edinosti, imel pa se je še za socialista. Na ustanovnem kongresu JSDS (1896) je poročal o socialistični stranki na Štajerskem, o volilni reformi in imel referat o delovanju socialne demokracije med kmeti. Predložil je resolucijo, v kateri se je zavzemal za pridobivanjem kmetov, in pripravil program pomoči za kmete.  